# Twilight in Olympus
Twilight in Olympus är det fjärde studioalbumet av det amerikanska progressiv metal-bandet Symphony X, utgivet mars 1998 av skivbolaget Zero Corporation. Trummorna spelas av Tom Walling, då Jason Rullo behövde ta en time out av personliga skäl. Basgitarristen Thomas Miller lämnar bandet under turnén av personliga samt hälsomässiga skäl. En remastrad digipack-utgåva av albumet utgavs 2004 av skivbolaget InsideOut Music.

## Låtlista
1. "Smoke and Mirrors"  (Russell Allen, Thomas Miller, Michael Romeo) – 6:08
2. "Church of the Machine" (Symphony X) – 8:58
3. "Sonata" (instrumental) (Ludwig van Beethoven, Romeo) – 1:25
4. "In the Dragon's Den" (Symphony X) – 3:59
5. "Through the Looking Glass" (Part I, II, III) (Miller, Michael Pinnella, Romeo) – 13:07
6. "The Relic" (Allen, Miller, Pinnella, Romeo) – 5:03
7. "Orion - The Hunter" (Allen, Miller, Romeo) – 6:57
8. "Lady of the Snow" (Allen, Miller, Pinnella, Romeo) – 7:08

## Medverkande
Symphony X-medlemmar
- Russell Allen – sång
- Michael Romeo – gitarr, sitar, miniharpa, bakgrundssång
- Michael Pinnella – keyboard, bakgrundssång, kniv- och motorsågsjonglering
- Thomas Miller – basgitarr
- Thomas Walling – trummor

Produktion
- Eric Rachel, Michael Romeo, Steve Evetts – producent
- Dan Muro – omslagskonst
- William Hames – foto